# سن کریستوبال، جمهوری دومینیکن
سن کریستوبال (به لاتین: San Cristóbal) یک شهر در جمهوری دومینیکن است که در سانتو دومینگو واقع شده‌است.

## خصوصیات
سن کریستوبال ۲۲۶٫۵۲ کیلومترمربع مساحت و ۲۷۵٬۲۳۲ نفر جمعیت دارد و ۳۳ متر بالاتر از سطح دریا واقع شده‌است.